# كين كارينغتون
كين كارينغتون (بالإنجليزية: Ken Carrington)‏ هو لاعب اتحاد الرغبي نيوزيلندي، ولد في 3 سبتمبر 1950 في واكتاني ‏ في نيوزيلندا.

## وصلات خارجية
- كين كارينغتون عل موقع إسبنسكروم (الإنجليزية)